# Agencia de Protección Ambiental de California
La Agencia de Protección Ambiental de California (Cal/EPA, por sus siglas en inglés) es una agencia estatal a nivel del gabinete dentro del gobierno de California. Cal/EPA está compuesta por seis departamentos, juntas y oficinas responsables para investigaciones medioambientales, regular y administrar el estado de los programas de protección del medio ambiente, y el cumplimiento de la limpieza de residuos peligrosos.
El actual Secretario de Protección del Medio Ambiente es Linda S. Adams, y es miembro del gabinete del Gobernador Arnold Schwarzenegger.
Cal/EPA no debe ser confundida con la Agencia Federal de Protección Ambiental.

## Departamentos
Los siguientes departamentos, juntas y oficinas bajo Cal/EPA son:
- Departamento de Control de Sustancias Tóxicas
- Manejo Integrado de Residuos
- Junta Estatal del Agua
- Junta de Recursos del Aire
- Departamento de Regulación de Pesticidas
- Oficina de Salud Ambiental de la Evaluación de Riesgos